# Aprendizaje automático basado en reglas
El aprendizaje automático basado en reglas (RBML) es un término de la informática que engloba cualquier método de aprendizaje automático que identifica, aprende o evoluciona "reglas" para almacenar, manipular o aplicar. La característica que define a un aprendiz automático basado en reglas es la identificación y utilización de un conjunto de reglas relacionales que representan colectivamente el conocimiento captado por el sistema.
Los enfoques de aprendizaje automático basados en reglas incluyen sistemas clasificadores de aprendizaje, aprendizaje de reglas de asociación, sistemas inmunitarios artificiales, y cualquier otro método que se base en un conjunto de reglas, cada una de las cuales abarca conocimientos contextuales.
Aunque el aprendizaje automático basado en reglas es conceptualmente un tipo de sistema basado en reglas, es distinto de los sistemas tradicionales basados en reglas, que suelen elaborarse a mano, y de otros sistemas de toma de decisiones basados en reglas. Esto se debe a que el aprendizaje automático basado en reglas aplica algún tipo de algoritmo de aprendizaje para identificar automáticamente las reglas útiles, en lugar de que un humano tenga que aplicar conocimientos previos del dominio para construir manualmente las reglas y curar un conjunto de reglas.

## Reglas
Las reglas suelen adoptar la forma de una expresión {IF:THEN}, (por ejemplo, {IF 'condición' THEN 'resultado'}, o como ejemplo más específico, {IF 'rojo' AND 'octágono' THEN 'señal de stop}). Una regla individual no es en sí misma un modelo, ya que la regla sólo es aplicable cuando se cumple su condición. Por lo tanto, los métodos de aprendizaje automático basados en reglas suelen comprender un conjunto de reglas, o base de conocimientos, que conforman colectivamente el modelo de predicción.